# 长江文艺出版社
长江文艺出版社為位于中国武汉一个主要出版文学作品的出版社，成立于1955年。现为湖北长江出版集团下属出版社。现任社长為刘学明。
该出版社至今为止出版五千多种图书，并建立北京、上海分社。郭敬明為该社总编。
2009年被新闻出版署评选为全国百佳图书出版单位（文艺类）。